# 난계로 (서울)
난계로(蘭溪路, Nangye-ro)는 서울특별시 성동구 금호동1가 596-1에서 종로구 숭인동 1493까지를 잇는 도로이다. 일부 구간이 금호1가동과 행당제2동, 중구와 성동구, 종로구와 동대문구 사이의 경계선을 이룬다. 도로 명칭의 유래는 난계 박연의 호를 따온 것이다.

## 역사
- 1966년 11월 26일 : ‘배명중학(성동구 신당동 7)~신설동~돈암교(성북구 동소문동5가 1)’ 구간을 난계로(蘭溪路)로 지정[1]
- 2010년 4월 22일 : 종로구, 중구, 성동구, 동대문구 도로명 주소 고시

## 주요 경유지
서울특별시
- 성동구 (금호동1가 - 행당동 - 하왕십리동 - 상왕십리동)
- 중구 (신당동 - 황학동)
- 동대문구 (신설동)
- 종로구 (숭인동)

## 노선
- 연한 파란색(■): 서울특별시도 제4801호선 구간

| 교차로 · 교량   | 접속 노선     | 소재지        | 소재지        | 소재지        | 소재지        | 비고             |
| 금호로와 직결   | 금호로와 직결 | 금호로와 직결 | 금호로와 직결 | 금호로와 직결 | 금호로와 직결 | 금호로와 직결    |
| --------------- | ------------- | ------------- | ------------- | ------------- | ------------- | ---------------- |
|                 | 금호로        | 성동구        | 성동구        | 금호1가동     | 금호1가동     | 교차로 이름 없음 |
| 논골사거리      | 행당로        | 성동구        | 성동구        | 금호1가동     | 금호1가동     |                  |
|                 | 행당로1길     | 성동구        | 성동구        | 금호1가동     | 금호1가동     | 교차로 이름 없음 |
|                 | 난계로4길     | 성동구        | 성동구        | 왕십리제2동   | 왕십리제2동   | 교차로 이름 없음 |
|                 | 무학봉길      | 성동구        | 성동구        | 왕십리제2동   | 왕십리제2동   | 교차로 이름 없음 |
| 성동고교        | 왕십리로      | 중구          | 중구          | 신당제5동     | 신당제5동     |                  |
| 성동고교        | 퇴계로        | 중구          | 중구          | 신당제5동     | 신당제5동     |                  |
| 황학사거리      | 마장로        | 중구          | 황학동        | 성동구        | 왕십리도선동  |                  |
|                 | 난계로24길    | 중구          | 황학동        | 성동구        | 왕십리도선동  | 교차로 이름 없음 |
| 청계8가         | 청계천로      | 중구          | 황학동        | 성동구        | 왕십리도선동  |                  |
| 황학교 (청계천) |               | 중구          | 황학동        | 성동구        | 왕십리도선동  |                  |
| 종로구          | 숭인제2동     | 동대문구      | 신설동        |               |               |                  |
| 종로구          | 숭인제2동     | 동대문구      | 신설동        | 청계8가       | 청계천로      |                  |
| 종로구          | 숭인제2동     | 동대문구      | 신설동        |               | 난계로27길    | 교차로 이름 없음 |
| 종로구          | 숭인제2동     | 동대문구      | 신설동        | 난계로28길    |               | 교차로 이름 없음 |
| 종로구          | 숭인제2동     | 동대문구      | 신설동        | 신설동역      | 보문로        |                  |
| 종로구          | 숭인제2동     | 동대문구      | 신설동        | 신설동역      | 왕산로        |                  |
| 종로구          | 숭인제2동     | 동대문구      | 신설동        | 신설동역      | 종로          |                  |
| 종로구          | 숭인제2동     | 동대문구      | 신설동        | 신설동역      | 천호대로      |                  |
| 보문로와 직결   |               |               |               |               |               |                  |

## 부속도로
- ● : 전 구간 해당
- ▲ : 일부 구간 해당
- ✖ : 해당 없음

| 도로명       | 기점                | 종점              | 총연장 (m) | 차량 통행 가능 | 일방통행 | 소재지   | 소재지       |
| ------------ | ------------------- | ----------------- | ---------- | -------------- | -------- | -------- | ------------ |
| 난계로4길    | 하왕십리동 1000-372 | 하왕십리동 1016-2 | 486        | ●              | ✖        | 성동구   | 행당제2동    |
| 난계로4길    | 하왕십리동 1000-372 | 하왕십리동 1016-2 | 486        | ●              | ✖        | 성동구   | 왕십리제2동  |
| 난계로6길    | 신당동 산12-77      | 신당동 85-284     | 117        | ✖              | ✖        | 중구     | 신당제5동    |
| 난계로10길   | 신당동 85-240       | 신당동 85-10      | 139        | ▲              | ✖        | 중구     | 신당제5동    |
| 난계로11길   | 황학동 805          | 황학동 1013       | 296        | ●              | ▲        | 중구     | 황학동       |
| 난계로13길   | 황학동 945-1        | 황학동 1001       | 208        | ●              | ▲        | 중구     | 황학동       |
| 난계로15길   | 황학동 1121         | 황학동 2072       | 402        | ●              | ✖        | 중구     | 황학동       |
| 난계로17길   | 황학동 1596-1       | 황학동 1835       | 351        | ●              | ✖        | 중구     | 황학동       |
| 난계로19길   | 황학동 1677         | 황학동 1662       | 81         | ✖              | ✖        | 중구     | 황학동       |
| 난계로21길   | 황학동 1687         | 황학동 2545       | 407        | ●              | ▲        | 중구     | 황학동       |
| 난계로23길   | 황학동 2153         | 황학동 2545       | 159        | ●              | ✖        | 중구     | 황학동       |
| 난계로24길   | 상왕십리동 14-14    | 하왕십리동 286-32 | 650        | ●              | ▲        | 성동구   | 왕십리도선동 |
| 난계로25길   | 숭인동 1476         | 숭인동 240-18     | 448        | ▲              | ●        | 종로구   | 숭인제2동    |
| 난계로26길   | 신설동 114-43       | 신설동 92-69      | 393        | ●              | ▲        | 동대문구 | 신설동       |
| 난계로27길   | 숭인동 1476         | 숭인동 239-9      | 470        | ●              | ▲        | 종로구   | 숭인제2동    |
| 난계로28길   | 신설동 114-25       | 신설동 94-1       | 396        | ●              | ✖        | 동대문구 | 신설동       |
| 난계로29길   | 숭인동 1476         | 숭인동 201-19     | 388        | ●              | ▲        | 종로구   | 숭인제2동    |
| 난계로29가길 | 숭인동 1398         | 숭인동 1398       | 159        | ●              | ●        | 종로구   | 숭인제2동    |
| 난계로30길   | 신설동 117-4        | 신설동 96-44      | 430        | ●              | ✖        | 동대문구 | 신설동       |

## 주요 건물 및 시설
- 성동중앙교회 (서울특별시 성동구 난계로 13)
- 금일어린이집 (서울특별시 성동구 난계로 18)
- 금호119안전센터 (서울특별시 성동구 난계로 19)
- 성동구립금호도서관 (서울특별시 성동구 난계로 20)
- 백합상가 (서울특별시 성동구 난계로 56)
- 본향교회 (서울특별시 성동구 난계로 61-46)
- 극동미라주아파트 (서울특별시 성동구 난계로 73)
- 행당역풍림아이원 (서울특별시 성동구 난계로 84)
- 왕십리자이아파트 (서울특별시 성동구 난계로 100)
- 서울중구지역자활센터 (서울특별시 중구 난계로 127)
- 중구보훈회관 (서울특별시 중구 난계로 135)
- 서울신당초등학교 (서울특별시 중구 난계로 141)
- 신당아르브 (서울특별시 중구 난계로 151)
- 왕십리교회 (서울특별시 성동구 난계로 160)
- 중앙시티빌 (서울특별시 중구 난계로 161)
- 올리브1 (서울특별시 중구 난계로 163)
- 듀오302 (서울특별시 중구 난계로 169)
- 한양아이클래스 (서울특별시 중구 난계로 173)
- 황학동원할머니보쌈사옥 (서울특별시 중구 난계로 201)
- 일신카센타 (서울특별시 중구 난계로 209)
- NH농협청계지점 (서울특별시 동대문구 난계로 234)
- 경동빌딩 (서울특별시 종로구 난계로 241)
- 드림빌리지오피스텔 (서울특별시 동대문구 난계로 246)
- 서진빌딩 (서울특별시 종로구 난계로 247)
- 동양파라빌 (서울특별시 종로구 난계로 251)
- 신설프라자 (서울특별시 동대문구 난계로 254)
- 한국마사회동대문지점 (서울특별시 동대문구 난계동 254)
- 대경빌딩 (서울특별시 종로구 난계로 255)
- 신한은행 (서울특별시 종로구 난계로 255)
- 경일오피스텔 (서울특별시 종로구 난계로 259)
- 무학봉체육관 (서울특별시 중구 난계로6길 8)
- 정수빌딩 (서울특별시 중구 난계로11길 9)
- 다온빌딩 (서울특별시 중구 난계로11길 14)
- 아미인 (서울특별시 중구 난계로11길 16)
- 신당블루카운티 (서울특별시 중구 난계로11길 22)
- 황학동코아루 (서울특별시 중구 난계로11길 30)
- 하늘드리움2차 (서울특별시 중구 난계로11길 36)
- 황중경로당 (서울특별시 중구 난계로11길 37)
- 로얄빌딩 (서울특별시 중구 난계로11길 42)
- 황학동주민센터 (서울특별시 중구 난계로11길 52)
- 황학치안센터 (서울특별시 중구 난계로11길 52)
- 중구리버빌아파트 (서울특별시 중구 난계로13길 17)
- 로얄아파트 (서울특별시 중구 난계로13길 36)
- 황학어린이집 (서울특별시 중구 난계로15길 23)
- 대영빌딩 (서울특별시 중구 난계로15길 46)
- 블루카운티2 (서울특별시 중구 난계로17길 18)
- 우영빌라 (서울특별시 중구 난계로17길 19-13)
- 청계우성아트원 (서울특별시 중구 난계로17길 20-21)
- 블루카운티 (서울특별시 중구 난계로17길 30-12)
- 동우그린빌 (서울특별시 중구 난계로17길 30-13)
- 대경산업물류센타 (서울특별시 중구 난계로17길 36)
- 서울중구교회 (서울특별시 중구 난계로17길 40)
- 골든빌 (서울특별시 중구 난계로17길 43)
- 동문교회 (서울특별시 중구 난계로17길 51)
- 골드캐슬2 (서울특별시 중구 난계로17길 58-6)
- 윌시티33 (서울특별시 중구 난계로17길 58-13)
- 다올노블리움 (서울특별시 중구 난계로17길 58-16)
- 한영빌딩 (서울특별시 중구 난계로17길 62)
- 골드캐슬1 (서울특별시 중구 난계로21길 19)
- 창성그린빌 (서울특별시 중구 난계로21길 37)
- 다올노블리움 (서울특별시 중구 난계로21길 43)
- 청계열린교회 (서울특별시 성동구 난계로24길 34)
- 삼일아파트상가 (서울특별시 종로구 난계로25길 5)
- 삼일아파트상가 (서울특별시 종로구 난계로25길 15)
- 삼일아파트상가 (서울특별시 종로구 난계로25길 27)
- 이화빌딩 (서울특별시 종로구 난계로25길 30)
- 신설종합시장 (서울특별시 종로구 난계로25길 46)
- 동대문천주교회 (서울특별시 종로구 난계로25길 54)
- 신설동빌딩 (서울특별시 동대문구 난계로26길 55)
- 대지빌딩 (서울특별시 종로구 난계로27길 9)
- 금학빌딩 (서울특별시 종로구 난계로27길 16)
- 기흥상사 (서울특별시 종로구 난계로27길 33)
- 실크스크린 (서울특별시 종로구 난계로27길 33)
- 대영빌딩 (서울특별시 종로구 난계로27길 36-8)
- 신한상사 (서울특별시 종로구 난계로27길 41)
- 동일상사 (서울특별시 종로구 난계로27길 41)
- 서웅빌딩 (서울특별시 종로구 난계로27길 44-6)
- 흥남빌딩 (서울특별시 종로구 난계로27길 44-7)
- 신설종합시장 (서울특별시 종로구 난계로27길 51)
- 구천당빌딩 (서울특별시 종로구 난계로27길 61)
- 삼호재단 (서울특별시 종로구 난계로27길 72)
- 동묘공원 (서울특별시 종로구 난계로27길 84)
- 남양빌딩 (서울특별시 동대문구 난계로28길 8)
- 성북수도사업소청사 (서울특별시 동대문구 난계로28길 23)
- 동인교회 (서울특별시 종로구 난계로29길 10)
- 미광빌딩 (서울특별시 종로구 난계로29길 14)
- 영동빌딩 (서울특별시 종로구 난계로29길 39)
- 한국마사회종로지사 (서울특별시 종로구 난계로29길 49)
- 베델하우스 (서울특별시 동대문구 난계로30길 15)
- 신설동창성빌딩 (서울특별시 동대문구 난계로30길 24)